# My Name Is Rachel Corrie

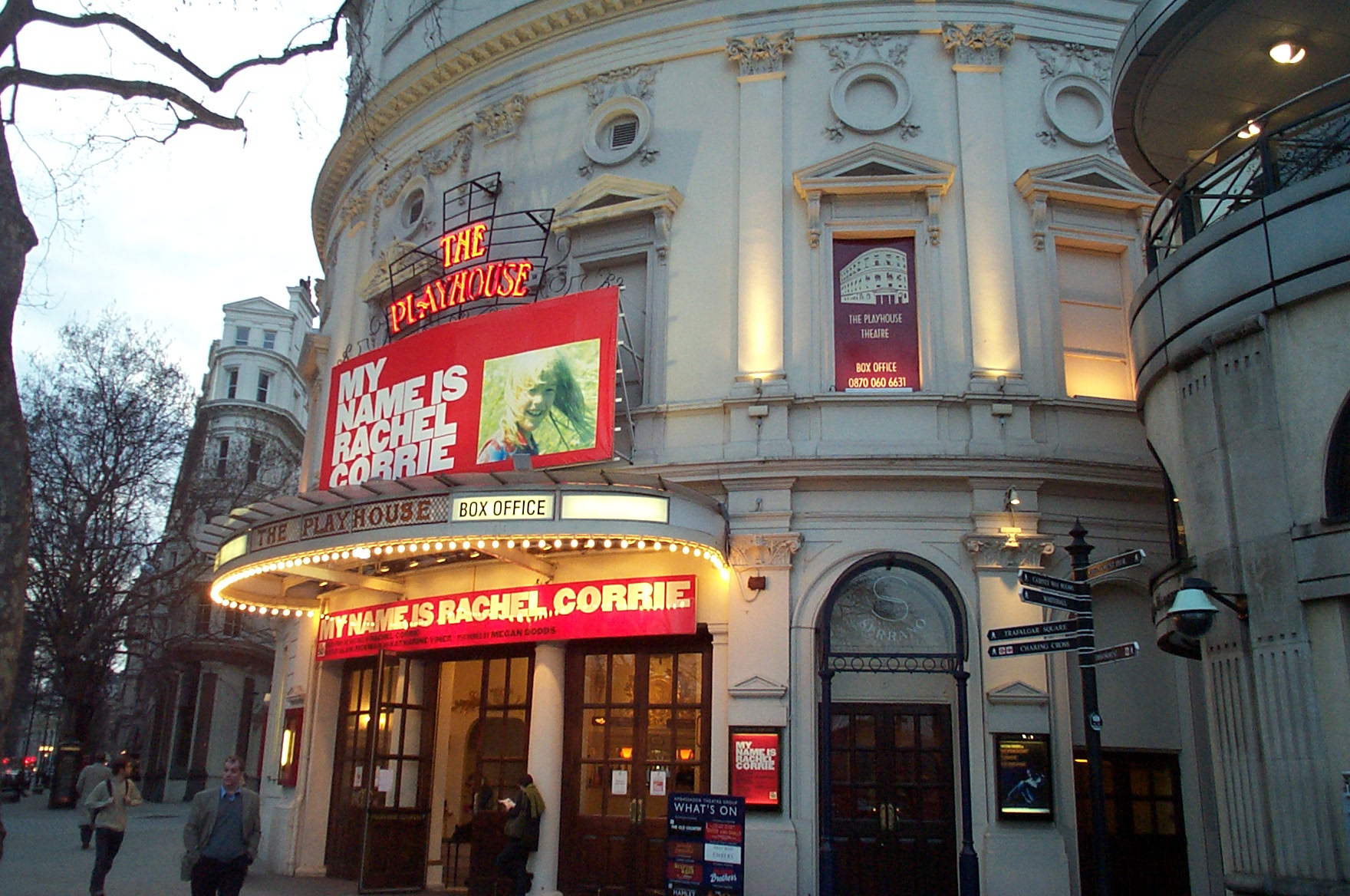
My Name Is Rachel Corrie am Playhouse Theatre, London 2006

My Name Is Rachel Corrie ist ein Theaterstück von Alan Rickman und Katharine Viner aus dem Jahre 2005. Es basiert auf den Tagebüchern und Briefen von Rachel Corrie, einer amerikanischen Aktivistin, die im Alter von 23 Jahren von einem israelischen Soldaten getötet wurde. Es thematisiert die Arbeit Corries im Gazastreifen und ihre dortigen Erfahrungen. Das Stück wurde am Royal Court Theatre in London unter der Regie von Rickman im Jahr 2005 uraufgeführt und gewann mehrere britische Theater-Auszeichnungen, darunter Theatregoers’ Choice Award für Best Director, Best New Play und Best Solo Performance für die Schauspielerin Megan Dodds. Das Stück wurde später auch im Playhouse Theatre in London aufgeführt worden, und in einer Reihe von Theatern in mehreren Ländern. Es ist auch in Buchform veröffentlicht.
Die deutsche Fassung wurde am 8. April 2008 als Hörspiel Mein Name ist Rachel Corrie mit Birgit Minichmayr in der Hauptrolle erstmals ausgestrahlt.